# فرضیه درآمد دائمی
فرضیه درآمد دائمی (PIH) یک تئوری اقتصادی است که سعی در توضیح چگونگی رفتار مصرف بازیگران اقتصادی طول دوران زندگی را دارد.این نظریه اولین بار توسط میلتون فریدمن توسعه یافت. او فرض را بر این می گذارد که مصرف یک فرد در یک زمان مشخص نه تنها به درآمد فعلی بلکه به درآمد مورد انتظار در سال های آتی-(درآمد دائمی) او بستگی دارد. به زبان ساده، این فرضیه بیان می کند که تغییر در درآمد دائمی، به جای تغییر در درآمد موقتی، باعث تغییر در الگوی مصرف یک مصرف کننده می شود. پیش بینی های آن از هموار سازی مصرف، تمایل مرذم به داشتن روند مصرف ثابت و تقریبا یکسان در تمام دوران عمرشان، از سنت کینزی با مفهوم میل نهایی به مصرف فراتر از درامد کنونی؛مطابقت ندارد. این تأثیر عمیقی در مطالعه رفتار مصرف کننده داشته و توضیحی راجع به برخی از نارسایی های فنون مدیریت تقاضای کینزی ارايه میدهد.
درآمد شامل یک مولفه دائمی (پیش بینی شده و برنامه ریزی شده) و یک مولفه گذرا (سود ناگهانی) است. در مدل فرضیه درآمد دائمی ، درامد مادام العمر تعیین کننده اصلی میزان مصرف یک فرد است نه درآمد فعلی وی درآمد دائم به عنوان درآمد متوسط بلند مدت مورد انتظار تعریف می شود.
با فرض اینکه مصرف کنندگان مطلوبیت نهایی نزولی دارند؛با گذشت زمان میزان مصرف را هموار میکنند به عنوان مثال دانشجویی که بدهی پرداخت میکند و برای بازنشتگی پس اندار می کند.
همراه با ایده دامد متوسط در طول زندگی،عنصر هموار کننده مصرف ( PIH ) پیش بینی میکند که تغییرات گذرا در درامد فقط تاثیر کمی بر مصرف خواهئ داشت.فقط تغییرات طولانی مدت در درامد تاثیر زیادی در هزینه خواهد داشت.
درآمد دائم مصرف کننده توسط دارایی های وی تعیین می شود: شامل :فیزیکی (دارایی) ، مالی (سهام ، اوراق قرضه) و انسانی (تحصیلات و تجربه). اینها بر توانایی مصرف کننده برای کسب درآمد تأثیر می گذارد. سپس مصرف کننده می تواند برآورد درآمد پیش بینی شده در طول زندگی را محاسبه کند. یک کارگر فقط در صورتی پس انداز می کند که انتظار دارد درآمد متوسط بلند مدت ، یعنی درآمد دائمی ، کمتر از درآمد فعلی باشد.

## منشا
میلتون فریدمن، اقتصاددان امریکایی،فرضیه درامد دایمی (PIH) را در کتاب خود با عنوان نظریه تابع مصرف در سال ۱۹۵۶ مطرح کرد. [تیوری مصرف کلاسیک ـ کینزی] قادر به توضیح ثبات نرخ پس انداز در صورت افزایش درآمد واقعی در ایالات متحده ای که تعدادی از نظریه های جدید رفتار مصرف کننده ظهور پیدا کرده است؛را ندارد. فریدمن در کتاب خود نظریه ای را مطرح می کند که بسیاری از فرضیه های رقیب آن زمان را به عنوان موارد خاص در بر می گیرد و شواهد آماری را در تأیید نظریه خود ارائه می دهد.

## ملاحظات نظری
ملاحظات نظری جان مینارد کینز در نظریه خود، از سیاست های اقتصادی حمایت میکند که؛ با استدلال خودش مطابقت دارد و تایید بر توانایی اقتصاد کلان در تنظیم دقیق میکند. تنها مشکل این بود که سری های زمانی مصرف واقعی بسیار فراتر از پیش بینی های حاصل از تئوری کینز بودند. برای کینز ، هزینه های مصرف کننده با درامد قابل تصرف مرتبط است که به MPC شناخته میشود.با این حال ، از آنجا که میل نهایی به مصرف خود تابعی از درآمد است ، همچنین اینکه افزایش اضافی در درآمد قابل تصرف منجر به کاهش نسبت هزینه های مصرف  به درامد قابل تصرف میشود؛صحیح میباشد.به عبارت دیگر ، میل نهایی به مصرف رابطه معکوس با درآمد واقعی دارد. باید تأکید کرد که ،رابطه ای با ثبات قابل توجهی، بین هزینه های مصرف فعلی را به درآمد قابل تصرف فعلی  مشخص شده است. به همین دلیل ، برای تحریک تقاضای کل ،روش های متنوعی وجود دارد ، زیرا تغییر در درآمد بلافاصله منجر به تغییر چند برابری تقاضای کل می شود (این اصل قضیه کینزی که به اثر ضرب معروف است). سیاست های کاهش مالیات نیز به همین صورت است. طبق نظریه اساسی کینز ، دولتها همیشه قادر به تنظیم دقیق سیستمهای اقتصاد کلان از طریق مدیریت تقاضا هستند.
فرضیه درآمد دائمی (PIH)توانایی دولت ها را زیر سؤال می برد. اگرچه، این واقعیت نیز وجود دارد که نظریه درآمد دائمی عمدتاً بر پویایی و روابط بلند مدت متمرکز شده است، در حالی که کینزبیشتر بر ملاحظات کوتاه مدت تمرکز دارد. ظهور PIH بحث های جدی را ایجاد کرد و نویسندگان سعی در تایید یا جعل تئوری فریدمن داشتند.در مورد اخیر ، تقریبا عمده استدلال ها به تأکید رابطه بین مصرف درآمد قابل تصرف پرداختند؛ که این مکانیزم توسط کینز نیز مطرح شده بود . با توجه به برخی از نکات ذکر شده در ادبیات، PIH نسبت به سایر فروضات این مزیت را دارد که ناسازگاری های ادعا شده {بین افزایش گاه و بیگاه نوسانات بزرگ مقیاس قابل تصرف و ثبات قابل توجه هزینه های مصرفی }را برطرف کند. فریدمن با فرض اطمینان کامل شروع به شرح نظریه خود می کند. تحت این شرایط ، هر مصرف کننده دقیقاً از هر مبلغ مشخصی را که در هر دوره محدود معین؛دریافت خواهد کرد ،اطلاع دارد. و از قبل افزایش قیمت مصرف کننده بر سپرده و نرخ بهره وام در  هر دوره حاکم رامی داند. در چنین شرایطی، برای فریدمن تنها دو انگیزه وجود دارد كه یك واحد مصرفی بیشتر یا كمتر از درآمد خود را مصرف كند: اولین مورد این است که هزینه های مصرفی خود را در زمان بندی مناسب برای قرض دادن یا قرض گرفتن، افزایش یا کاهش دهد. و دومین مورد ،سود دریافتی سپرده است در صورتی که نرخ بهره مربوط مثبت باشد یا سود اوراق قرضه است در صورتی که نرخ بهره منفی باشد.رفتار عینی یک واحد مصرف کننده تحت تأثیر  این عوامل مشترک،به سلیقه و ترجیحات آن بستگی دارد
طبق PIH ، نحوه توزیع مصرف در دوره های متوالی نشأت گرفته از این است که هر مصرف کننده در تلاش برای ماکزیمم کردن مطلوبیت خوذش است. در یک زمان ، نرخ درامد به مصرف اختصاص میابد.(یعنی تمام هزینه های مصرفی که برای ماکزیمم کردن مطلوبیت مصرف کننده اختصاص داده شده است.)؛هر مصرف کننده نه تنها برای یک دوره بلکه برای تمام دوران سعی در ماکزیمم کردن مطلوبیت خویش دارد.

## مدل ساده
یک مصرف کننده (بالقوه بی نهایت) را در نظر بگیرید که سود مصرفی مورد انتظار خود را از مصرف جریان کالاهای به حداکثر می رساند(C)،بین دوره (t،T)، همان‌طور که توسط تابع یک دوره ای تعیین می شود(u).
در هر دوره از مصرف t،درامد y دریافت میکند،؛ که می تواند آن را صرف کالای مصرفی کند(c)یا در غالب سرمایه پس انداز کند(A)که نرخ بهره واقعی ثابت را  در دوره بعدپرداخت می کند(r)
سودمندی مصرف در دوره های آینده با نرخ تنزیل می شود {\displaystyle \beta \in (0,1)} .{\displaystyle \operatorname {E} _{t}[\cdot ]} انتظار را منوط به اطلاعات موجود در دوره {\displaystyle t} می دانیم  . به‌طور رسمی ، مشکل مصرف کننده پس از آن به شکل زیر نشان داده میشود:
{\displaystyle \max _{\{c_{k}\}_{k=t}^{T}}\operatorname {E} _{t}\sum _{k=0}^{T-t}\beta ^{k}u(c_{t+k})}
مرتبط است با:
{\displaystyle A_{t+1}=(1+r)(A_{t}+y_{t}-c_{t}).}
با  این فرض که معادله تابع سوددهی درجه دوم باشد و این {\displaystyle (1+r)\beta =1} صدق کند؛ انتخاب بهینه مصرف کننده توسط معادله اولر را اینگونه تنظیم میکنیم:
{\displaystyle c_{t}=\operatorname {E} _{t}[c_{t+1}].}
با توجه به افق زمانی محدود طول {\displaystyle T-t} پس داریم:{\displaystyle A_{T+1}=0} .

با درک مصرف کننده ، تمام ثروت خود را در پایان دوره گذشته صرف می کند. با حل محدودیت بودجه مصرف کننده تا آخرین دوره ، تابع مصرف را با این داده  مشخص می کنیم :

| {\displaystyle c_{t}={\frac {r}{(1+r)-(1+r)^{-(T-t)}}}\left[A_{t}+\sum _{k=0}^{T-t}\left({\frac {1}{1+r}}\right)^{k}\operatorname {E} _{t}[y_{t+k}]\right].} | \| \| \| \| \| \| \| \| | (1) |
| |                         |     |
| |                         |     |
در یک افق زمانی نامحدود ، ما  شرایط بازی بدون پونزی ؛ که مصرف کننده را ملزم به عدم  وام گرفتن مداوم و تحویل بدهی خود به دوره های آینده ،میکند؛نیازمندیم که:
{\displaystyle \lim _{t\to \infty }\left({\frac {1}{1+r}}\right)^{t}A_{t}=0.}

در نتیجه داریم تابع مصرف برابر است با:

| {\displaystyle c_{t}={\frac {r}{1+r}}\left[A_{t}+\sum _{k=0}^{\infty }\left({\frac {1}{1+r}}\right)^{k}\operatorname {E} _{t}[y_{t+k}]\right].} | \| \| \| \| \| \| \| \| | (2) |
| |                         |     |
| |                         |     |
هر دو عبارت ( 1 ) و ( 2 ) اصل فرضیه درآمد دائمی را محاسبه میکنند: میزان مصرف فعلی به ثروت غیرانسانی فعلی  ({\displaystyle A_{t}}) و ثروت سرمایه انسانی ({\displaystyle y_{t}} ) وابسته است.  کسری از کل ثروت مصرف شده امروز بیشتر به نرخ بهره  ({\displaystyle r} )و طول افق زمانی بهینه سازی مصرف کننده ؛ بستگی دارد.

## شواهد تجربی
اولین آزمایش (PIH) توسط رابرت هال در سال 1978 گزارش شد. هال بیان میکند که اگر میزان مصرف گذشته بر پایه تمام اطلاعات مصرفی همان زمان بود ، درآمد گذشته نیز نبایدشامل اطلاعات اضافی راجع به مصرف جاری فراتر از مصرف گذشته است؛ باشد.(درامد گذشته فقط شامل توضیحات مصرف گذشته است نه جاری)
این پیش بینی توسط دیتا ها حمایت می شود ، همان چیزی که هال آن را به عنوان پشتیبانی از نسخه کمی اصلاح شده فرضیه درآمد دائمی نام میبرد. هال و فردریک میشکین (1982) داده های 2000 خانوار را تجزیه و تحلیل کردند و دریافتند که میزان مصرف بیشتر درامد دائمی واکنش میدهد تا درامد موقت و PIH با 80٪ خانوارهای نمونه سازگار است. بن برنانکه (1984) هنگام بررسی داده های مربوط به مصرف خودرو "هیچ مدرکی علیه فرضیه درآمد دائمی" پیدا نکرد.
در مقابل, Marjorie فلاوین (1981) دریافت که مصرف به شوک های درآمد گذرا بسیار حساس هست(حساسیت بیش از حد) رد PIH. گرگ Mankiw و متی شاپیرو (1985) با این استدلال که مشخصات آزمایش‌های فلاوین (که ثابت میکند درامد ثابت است) برای یافتن حساسیت بیش از حدتعصب امیز است؛با این یافته ها اختلاف نظر دارد.
اخیرا نیکلاس Souleles (1999) برای آزمایش PIHاز بازپرداخت مالیات بر درآمد استفاده میکند. از آنجا که بازپرداخت به درآمد سال قبل بستگی دارد و درآمد قابل پیش بینی است؛بنابراین مصرف را نباید در سال دریافت تغییر دهد.شواهد نشان میدهد که در واقع مصرف به بازپرداخت درآمد با میل نهایی به مصرف بین ۳۵-۶۰ واکنش میدهد.Melvin Stephens(2003) دریافت که الگوی مصرفی دریافت کنندگان امنیت اجتماعی در ایالات متحده توسط PIHبه خوبی توضیح داده نشده است.
بسیاری از ذفع کنندگان بر اهمیت محدودیت نقدینگی تاکید دارند.این امر بر مفروضات رفتاری بیمار متمرکز نیست،بلکه بر فرض فرعی آن است که مصرف کنندگان می توانند به راحتی قرض یا وام بگیرند.این بینش به تعدیل ساده ترین مدل برای توضیح نواقص بازار سرمایه انسانی منجر شده است.برخی از این تعدیلات،مانند نسخه ذخیره-ذخیره کریستوفر کارول (1997) ؛شواهد دیگری از هموارسازی مصرف را اضافه کرده است یافته ها حاکی از آن است که از جکله مواردی که در این مقاله به آن اشاره شده است؛مسئله مورد نظر است.

## پیامدهای سیاستی
PIH به واسطه عدم موفقیت های روشهای مدیریت تقاضای کینزی برای دستیابی به اهداف سیاست خود کمک می کند . در یک چارچوب ساده کینزی تمایل به مصرف (MPC) ثابت فرض می شود. بنابراین کاهش مالیات موقت می تواند  محرک بیشتری بر تقاضا باشد. چارچوب PIH نشان می دهد که یک مصرف کننده سود حاصل از کاهش مالیات موقت را در یک افق طولانی مصرف خواهد کرد ، بنابراین اثر محرک بسیار کمتر خواهد بود. شواهدی وجود دارد که چنین دیدگاهی را تأیید می کند ، به عنوان مثال شاپیرو و اسلمرود (2003).

## همچنین ببینید
- Consumption smoothing
- Income#Economic definitions
- Milton Friedman
- Ricardian equivalence
- Risk compensation

## لینک های خارجی
- Schenk, Robert. "Permanent-Income Hypothesis".Lecture on Econometrics (topic: Errors in Variables, with PIH as example) در یوتیوب